# Dawid Alexandrowitsch Aitow

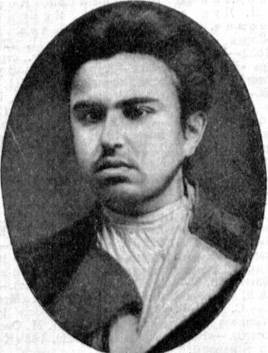
D. A. Aitow (1876)

Dawid Alexandrowitsch Aitow (russisch Давид Александрович Аитов; * 25. Maijul. / 6. Juni 1854greg. in Orenburg; † 18. März 1933 in Paris) war ein russischer Kartograf und Revolutionär.
Nach seiner Emigration nach Frankreich 1879 arbeitete Aitow als Kartograf beim Hachette-Verlag, wo er maßgeblich an dem von Louis Vivien de Saint-Martin und später Franz Schrader herausgegebenen Atlas universel beteiligt war. Auf Grundlage der Ergebnisse der ersten Allgemeinen Volkszählung des Russischen Reichs vom Jahr 1897 veröffentlichte er eine ethnographische Übersichtskarte in 1 : 12.500.000 mit erklärendem Text.
Auf Aitow gehen die Aitow-Projektion und die Hammer-Aitow-Projektion zur Kartendarstellung zurück.
Dawid Aitow ist der Vater des französischen Rugby-Spielers Vladimir Aïtoff und der Pianistin Irène Aïtoff.